# Пјане (Марке)
Пјане (итал. Piannè) насеље је у Италији у округу Мачерата, региону Марке.
Према процени из 2011. у насељу је живело 35 становника. Насеље се налази на надморској висини од 385 м.